# Acacia quornensis
Acacia quornensis — вид квіткових рослин з родини бобових. Ареал: Австралія (Південна Австралія).

## Середовище
Зустрічається на суглинних ґрунтах вздовж скелястих струмків або на нижніх схилах хребтів, у низьких лісах Callitris.

## Біоморфологічна характеристика
Це розлогий кущ 2–3 метри заввишки. Рослина має темно-червонувато-коричневі голі гілочки та зелені блідо-зелені філодії від вузькоеліптичної до зворотно-ланцетної форми, які мають довжину від 2 до 5,5 см і ширину від 4 до 10 мм, від гострих до загострених, зі злегка ексцентричною середньою жилкою та неясними бічними жилками. Цвіте з вересня по листопад, утворюючи китицеподібні суцвіття зі сферичними квітковими головками, що містять від 8 до 15 нещільно розташованих світло-золотистих квіток. Голі світло-коричневі стручки від широколінійної до вузько-видовженої форми, у довжину до 13 см і вшир 8–9 мм. Тверде злегка блискуче чорне насіння має довгасту форму й довжину 5–6 мм.